# Clytus chemsaki
Clytus chemsaki là một loài bọ cánh cứng trong họ Cerambycidae.